# Farář (rybník)
Farář je rybník, který se nachází jižně od obce Bítovany v okrese Chrudim v Pardubickém kraji a současně přírodní památka nacházející se okolo tohoto rybníka.

## Vodní režim
Rybník je napájen z řeky Ležák a do ní je zase voda z rybníka odváděna.

## Ochrana přírody
Rybník a okolí je od roku 1990 chráněn jako přírodní památka o výměře 8,87 ha správou AOPK Havlíčkův Brod. Důvodem ochrany je výskyt kotvice plovoucí, který po odbahnění rybníka v roce 1997 byl potvrzen až v roce 2009.